# Apagomera jaguarari
Apagomera jaguarari là một loài bọ cánh cứng trong họ Cerambycidae.